# Города Болгарии
Указаны данные об актуальном числе проживающих жителей. Областные города даны в полужирном начертании.

## Города по численности населения

### 10 крупнейших городов
1. София — 1 196 389
2. Пловдив — 340 638
3. Варна — 314 539
4. Бургас — 192 390
5. Стара-Загора — 153 533
6. Русе — 139 682
7. Плевен — 122 149
8. Добрич — 100 379
9. Сливен — 100 695
10. Шумен — 89 054

### Города с населением свыше 50 тыс. жителей
- Асеновград — 50 740
- Благоевград — 76 829
- Велико-Тырново (болг.: Велико Търново) — 71 755
- Видин — 59 728
- Враца — 70 806
- Габрово — 67 833
- Казанлык (болг.: Казанлък) — 53 335
- Кырджали (болг.: Кърджали) — 50 811
- Кюстендил — 52 346
- Монтана — 50 200
- Пазарджик — 80 797
- Перник — 86 341
- Хасково — 82 886
- Ямбол — 85 517

### Города с населением от 20 до 50 тыс. жителей
- Айтос — 23 290
- Ботевград — 22 191
- Велинград — 25 996, бальнеологический город
- Горна-Оряховица — 36 661
- Гоце Делчев — 21 170
- Димитровград — 45 591
- Дупница — 40 756
- Карлово — 26 543
- Ловеч — 43 391
- Лом — 27 480
- Нова-Загора — 26 015
- Петрич — 31 821
- Пештера (болг.: Пещера) — 21 010
- Разград — 39 029
- Самоков — 28 541
- Сандански — 29 215, бальнеологический город
- Свиштов (болг.: Свищов) — 35 547
- Севлиево — 26 675
- Силистра — 42 937
- Смолян — 32 951
- Троян — 24 628
- Тырговиште (болг.: Търговище) — 43 263
- Харманли — 20 715

### Города с населением меньше 20 тыс.
- Алфатар
- Антоново
- Априлци
- Ардино
- Ахтопол
- Провадия

## Другие известные города

### Курортные города
- Ахтопол — 1421, морской
- Балчик — 13 107, морской
- Банкя — 10 425, бальнеологический
- Банско — 8538, горный
- Бяла (Варненская область) — 2197, морской
- Выршец — 6749, бальнеологический
- Каварна — 12 043, морской
- Китен — 1067, морской
- Несебыр — 11 044, морской
- Обзор — 2053, морской
- Поморие — 14 331, морской
- Приморско — 3241, морской
- Свети-Влас — 2773, морской
- Созопол — 5024, морской
- Хисаря — 8227, бальнеологический
- Царево — 6170, морской
- Шабла — 3863, морской

### Исторические города
- Батак — 3859
- Белоградчик — 6038
- Велики-Преслав — 9780
- Копривштица (болг.: Копривщица) — 2604
- Мелник — 269, самый маленький
- Плиска — 1129
- Трявна — 10 977
- Шипка — 1481
- Тутракан − 10 239

## Курорты
В Болгарии некоторые курорты не имеют статуса населённого пункта (города или села). Их обозначают сокращениями «к.к.» (курортный комплекс) или «к.» (курорт). Следуют большие, выше неупомянутые, курорты.
- к. Албена — морской
- к. Боровец — горный
- к. Золотые пески (болг.: Златни пясъци) — морской
- к. Пампорово — горный
- к. Святые Константин и Елена (быв. «Дружба», болг.: Св.св. Константин и Елена) — морской
- к. Солнечный берег (болг. Слънчев бряг) — морской